# Línea 1A (Urbanos de Pinto)
La línea 1A de la red de autobuses urbanos de Pinto es una línea circular que bordea la ciudad en el sentido de las agujas del reloj. El sentido contrario lo proporciona la línea 1B.

## Características
Esta ruta da servicio a gran parte de los barrios de Pinto, y establece su cabecera de regulación en la avenida de Juan Pablo II.
Hasta el 15 de enero de 2023, al no existir la línea 1B, era denominada simplemente como "1".
Desde el 16 de enero de 2023, algunas expediciones de lunes a viernes pasan por los polígonos industriales Pinto Estación y La Estación.
La línea circula exclusivamente por el término municipal de Pinto. Como bien se expresa en la numeración interna del CRTM, recibe el número 1A113. El primer dígito corresponde a la línea, en este caso la línea 1A. Y los últimos tres dígitos corresponden al municipio por el que circula, en este caso 113 corresponde al municipio de Pinto.
La línea no mantiene los mismos horarios todo el año, desde el 1 al 31 de agosto se reducen el número de expediciones los días laborables entre semana (sábados laborables, domingos y festivos tienen los mismos horarios todo el año), además de los días excepcionales vísperas de festivo y festivos de Navidad en los que los horarios también cambian y se reducen.
Está operada por AISA mediante la concesión administrativa VCM-401 - Madrid – Aranjuez – Villarejo de Salvanés (Viajeros Comunidad de Madrid) del Consorcio Regional de Transportes de Madrid.

## Horarios

### 1 septiembre - 31 julio
| Lunes a viernes laborables                                 |             |             |             |             |             |             |             |             |             |             |             |             |             |             |             |       |    |
| L1A Circular: Av. Juan Pablo II > C/ Federico García Lorca |             |             |             |             |             |             |             |             |             |             |             |             |             |             |             |       |    |
| 06                                                         | 07          | 08          | 09          | 10          | 11          | 12          | 13          | 14          | 15          | 16          | 17          | 18          | 19          | 20          | 21          | 22    | 23 |
| 00 20 35 45                                                | 05 20 35 50 | 05 20 35 50 | 05 20 35 50 | 05 20 35 50 | 05 20 35 50 | 05 20 35 50 | 05 20 35 50 | 00 15 30 45 | 00 15 25 45 | 00 15 30 45 | 00 15 30 45 | 00 10 30 45 | 00 15 30 45 | 00 15 30 45 | 00 15 30 45 | 15 45 |    |
| Sábados laborables                                         |             |             |             |             |             |             |             |             |             |             |             |             |             |             |             |       |    |
| L1A Circular: Av. Juan Pablo II > C/ Federico García Lorca |             |             |             |             |             |             |             |             |             |             |             |             |             |             |             |       |    |
| 06                                                         | 07          | 08          | 09          | 10          | 11          | 12          | 13          | 14          | 15          | 16          | 17          | 18          | 19          | 20          | 21          | 22    | 23 |
|                                                            | 00 30       | 00 30       | 00 30       | 00 30       | 00 30       | 00 30       | 00 30       | 00 30       | 00 30       | 00 30       | 00 30       | 00 30       | 00 30       | 00 30       | 00 30       | 00 30 | 00 |
| Domingos y festivos                                        |             |             |             |             |             |             |             |             |             |             |             |             |             |             |             |       |    |
| L1A Circular: Av. Juan Pablo II > C/ Federico García Lorca |             |             |             |             |             |             |             |             |             |             |             |             |             |             |             |       |    |
| 06                                                         | 07          | 08          | 09          | 10          | 11          | 12          | 13          | 14          | 15          | 16          | 17          | 18          | 19          | 20          | 21          | 22    | 23 |
|                                                            | 00 30       | 00 30       | 00 30       | 00 30       | 00 30       | 00 15       | 05 30       | 00 30       | 00 30       | 00 30       | 00 30       | 00 30       | 00 30       | 00 30       | 00 30       | 00 30 | 00 |

### 1 - 31 agosto
| Lunes a viernes laborables                                 |       |       |       |       |       |       |       |       |       |       |       |       |       |       |       |       |    |
| L1A Circular: Av. Juan Pablo II > C/ Federico García Lorca |       |       |       |       |       |       |       |       |       |       |       |       |       |       |       |       |    |
| 06                                                         | 07    | 08    | 09    | 10    | 11    | 12    | 13    | 14    | 15    | 16    | 17    | 18    | 19    | 20    | 21    | 22    | 23 |
| 00 25                                                      | 00 30 | 00 30 | 00 30 | 00 30 | 00 30 | 00 30 | 00 30 | 00 30 | 00 35 | 00 30 | 00 30 | 00 30 | 00 30 | 00 30 | 00 30 | 00 30 |    |
| Sábados laborables                                         |       |       |       |       |       |       |       |       |       |       |       |       |       |       |       |       |    |
| L1A Circular: Av. Juan Pablo II > C/ Federico García Lorca |       |       |       |       |       |       |       |       |       |       |       |       |       |       |       |       |    |
| 06                                                         | 07    | 08    | 09    | 10    | 11    | 12    | 13    | 14    | 15    | 16    | 17    | 18    | 19    | 20    | 21    | 22    | 23 |
|                                                            | 00 30 | 00 30 | 00 30 | 00 30 | 00 30 | 00 30 | 00 30 | 00 30 | 00 30 | 00 30 | 00 30 | 00 30 | 00 30 | 00 30 | 00 30 | 00 30 | 00 |
| Domingos y festivos                                        |       |       |       |       |       |       |       |       |       |       |       |       |       |       |       |       |    |
| L1A Circular: Av. Juan Pablo II > C/ Federico García Lorca |       |       |       |       |       |       |       |       |       |       |       |       |       |       |       |       |    |
| 06                                                         | 07    | 08    | 09    | 10    | 11    | 12    | 13    | 14    | 15    | 16    | 17    | 18    | 19    | 20    | 21    | 22    | 23 |
|                                                            | 00 30 | 00 30 | 00 30 | 00 30 | 00 30 | 00 15 | 05 30 | 00 30 | 00 30 | 00 30 | 00 30 | 00 30 | 00 30 | 00 30 | 00 30 | 00 30 | 00 |

Paso por la Calle de Federico García Lorca aproximadamente 15 minutos después de su salida de la Avenida de Juan Pablo II. Duración del recorrido circular completo aproximadamente 30 minutos.

## Recorrido y paradas
| Código | Zona | Localidad | Denominación                          | Líneas de la parada | Cercanías |
| --- | ---- | --------- | ------------------------------------- | ------------------- | --------- |
| 20994 |      | Pinto     | Av. Juan Pablo II - Matilde Salvador  | 1A                  |           |
| 21087 |      | Pinto     | Av. Juan Pablo II - Manuel de Falla   | 1A                  |           |
| 18580 |      | Pinto     | Av. Juan Pablo II - P.º Las Artes     | 1A                  |           |
| 15532 |      | Pinto     | P.º de las Artes - Pablo Gargallo     | 421 428 1A          |           |
| 18794 |      | Pinto     | Asturias - Austria                    | 1A                  |           |
| 18795 |      | Pinto     | Av. Naciones - Austria                | 1A                  |           |
| 12382 |      | Pinto     | Pza. David Martín - Centro de Salud   | 421 428 1A          |           |
| 12379 |      | Pinto     | Av. Europa - Reino Unido              | 421 428 1A          |           |
| 16454 |      | Pinto     | Cataluña - Aragón                     | 421 428 471 1A      |           |
| 18796 |      | Pinto     | Alpujarras - San Juan                 | 1A                  |           |
| 18797 |      | Pinto     | Alpujarras - C. C. Plaza Éboli        | 1A                  |           |
| 16452 |      | Pinto     | Pablo Picasso - Santa Teresa          | 1A                  |           |
| La hora de paso por esta parada es aproximadamente 15 minutos después de salir de la Avenida de Juan Pablo II |      |           |                                       |                     |           |
| 12971 |      | Pinto     | F. García Lorca - Santa Teresa        | 1A                  |           |
| 18798 |      | Pinto     | F. García Lorca - Centro Municipal    | 1A                  |           |
| 19901 |      | Pinto     | Pedro Faura - Nicaragua               | 1A                  |           |
| 15809 |      | Pinto     | Ferrocarril - Est. Pinto              | 413 1A              | Pinto     |
| 15808 |      | Pinto     | Ferrocarril - San Pascual Bailón      | 1A                  |           |
| 16461 |      | Pinto     | Antonio Tapies - Lucio Muñoz          | 1A                  |           |
| Paradas de las expediciones con paso por los polígonos industriales Pinto Estación y La Estación              |      |           |                                       |                     |           |
| 11381 |      | Pinto     | Águilas - Pol. Ind. Pinto Estación    | 471 1A              |           |
| 21000 |      | Pinto     | Alcotanes - Palomas                   | 1A                  |           |
| 21001 |      | Pinto     | Grullas - Alcotanes                   | 1A                  |           |
| 21003 |      | Pinto     | Avutardas - Grullas                   | 1A                  |           |
| 21004 |      | Pinto     | Palomas - Búhos                       | 1A                  |           |
| 21005 |      | Pinto     | Alcotanes - Palomas                   | 1A                  |           |
| 11052 |      | Pinto     | Águilas - Pol. Ind. Pinto Estación    | 455 471 1A          |           |
| Paradas del itinerario común                                                                                  |      |           |                                       |                     |           |
| 18793 |      | Pinto     | María Blanchard - Martín Chirino      | 1A                  |           |
| 17735 |      | Pinto     | Av. Pintor Antonio López - Luis Feito | 427 1A              |           |
| 18465 |      | Pinto     | Manuel de Falla - Escuela de Música   | 427 1A              |           |
| 18579 |      | Pinto     | Manuel de Falla - Av. Juan Pablo II   | 427 1A              |           |
| 20994 |      | Pinto     | Av. Juan Pablo II - Matilde Salvador  | 1A                  |           |